# Ryan Martin Bradshaw
Ryan Martin Bradshaw (* 29. listopadu 2006 Hainburg an der Donau) je slovensko-australský dětský hudební virtuos a klavírista. Je vítězem řady dětských hudebních soutěží a držitelem ceny EMCY za rok 2019.

## Životopis
Bradshaw se narodil v roce 2006 v rakouském Hainburgu jako dítě australského otce a slovenské matky Patricie Bradshaw, žije v Bratislavě. Je pravnukem herce Martina Gregora.
Na klavír začal hrát jako šesti- či sedmiletý a ve svých osmi letech vystoupil poprvé s orchestrem. Navštěvuje British International School Bratislava. V roce 2016, ve svých 10 letech, se stal také žákem Vysoké školy hudebních a dramatických umění ve Vídni (Universität für Musik und darstellende Kunst) ve třídě profesora Vladimira Kharina pro mimořádně nadané děti.
V únoru 2021 se stal prvním rezidenčním sólistou Symfonického orchestru Slovenského rozhlasu (SOSR).

## Ocenění
Bradshaw je laureátem řady soutěží, např. Klavírní soutěže Ference Liszta ve Výmaru, Soutěže Bély Bartóka v Grazu, Klavírní soutěže v Enschede v Nizozemsku, soutěže Amadeus v Brně, klavírních soutěží v Záhřebu, Sofii, Bukurešti, Košicích ad. V roce 2021 se stal i laureátem Concertino Praga.
- 2019: Klavírní soutěž Fryderika Chopina pro mládež, Szafarnia, Polsko – 1. místo[1]
- 2019: Soutěž Vladimira Kraineva, Moskva, Rusko – 1. místo[6]
- 2019: Mezinárodní klavírní soutěž v Aarhusu, Dánsko – 2. místo, Cena Carla Nielsena a Cena diváků[1]
- 2019: Cena EMCY (European Union of Music Competitions for Youth) – 1. místo[3]
- 2020: Louskáček – Mezinárodní televizní soutěž mladých hudebníků, Moskva, Rusko – 1. místo[1]